# Josane Sigart
Josane Sigart (Bruxelles, 7 gennaio 1909 – 20 agosto 1999) è stata una tennista belga.

## Biografia
È stata annoverata nei Giusti tra le nazioni nel 1999 con il nome da coniugata Josiane de Meulemeester.

## Carriera
Ha ottenuto i risultati migliori nel doppio femminile, in questa disciplina ha giocato due finali consecutive a Wimbledon in coppia con la francese Doris Metaxa uscendo sconfitte nel 1931 e vincendo quella del 1932. Agli Internazionali di Francia ha raggiunto per ben quattro volte la semifinale con altrettante compagne diverse senza tuttavia riuscire a qualificarsi per il turno decisivo.
Nel doppio misto ha disputato la finale di Wimbledon 1932 in coppia con Harry Hopman ma ne sono usciti sconfitti in due set.

## Finali del Grande Slam

### Doppio femminile

#### Vittorie (1)
| Anno | Torneo                      | Superficie | Compagna     | Avversarie in finale        | Punteggio |
| 1932 | Torneo di Wimbledon, Londra | Erba       | Doris Metaxa | Elizabeth Ryan Helen Jacobs | 6-4, 6-3  |

#### Finali perse (1)
| Anno | Torneo                      | Superficie | Compagna     | Avversarie in finale             | Punteggio     |
| 1931 | Torneo di Wimbledon, Londra | Erba       | Doris Metaxa | Dorothy Shepherd Phyllis Mudford | 3-6, 6-3, 6-4 |

### Doppio misto

#### Finali perse (1)
| Anno | Torneo                      | Superficie | Compagno     | Avversari in finale          | Punteggio |
| 1932 | Torneo di Wimbledon, Londra | Erba       | Harry Hopman | Elizabeth Ryan Enrique Maier | 5–7, 2–6  |